# 美郷町スクールバス

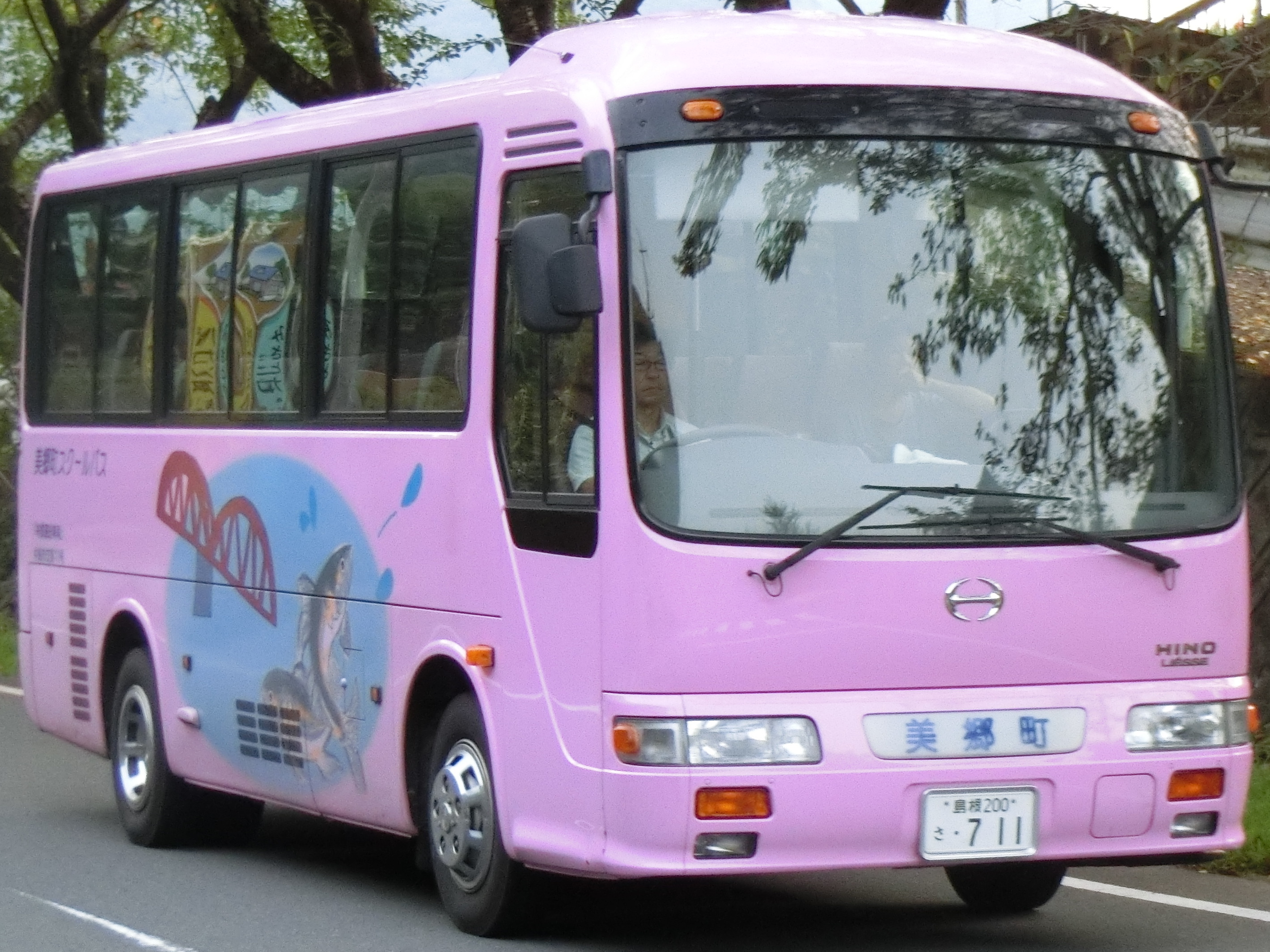
粕渕都賀線の車両（日野・リエッセ）

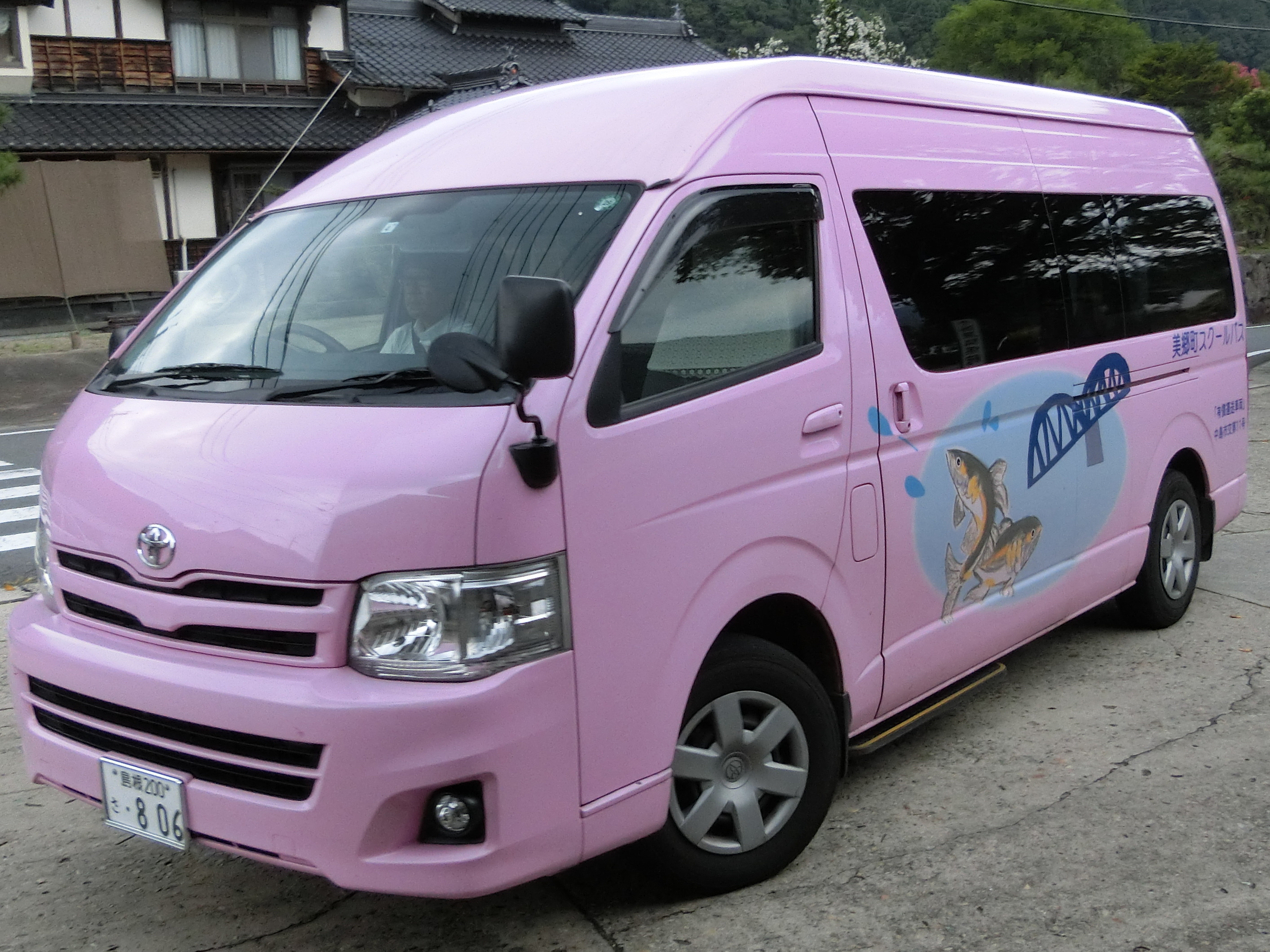
粕渕都賀線の車両（ワゴン車）

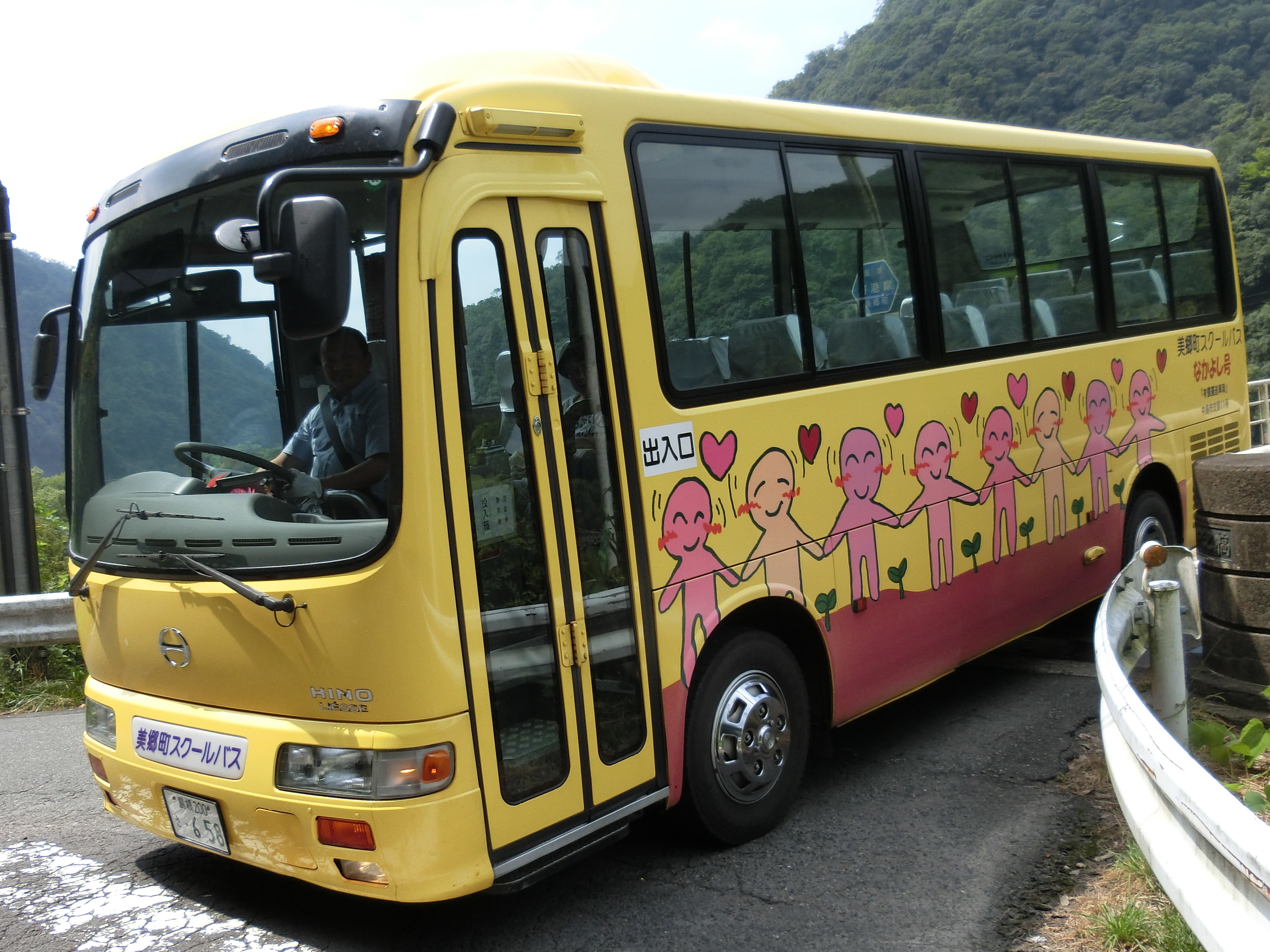
邑智循環線の車両（日野・リエッセ）

美郷町スクールバス（みさとちょうスクールバス）は島根県邑智郡美郷町で運行するコミュニティバスである。

## 概要
- 合併前の邑智町が邑智町スクールバス（おおちちょうスクールバス）として運行していたのを、美郷町が引き継いだものである。
- 運賃は10円単位の区間制で、小人（小学生以下）は半額（10円未満の端数は切り上げ）、保護者同伴の未就学児は無料。小中学生の通学利用も無料。
  - 回数券や、定期券（通勤と通学とがあり、それぞれ1・3ヵ月用がある）もある。
- 運行形態は、道路運送法の規定に基づく自家用自動車（白ナンバー車）による有償運送である。

## 沿革
- 2004年10月1日 - 邑智町と大和村の合併による美郷町発足に伴い、美郷町スクールバスとなる。
- 2010年10月1日 - 9月末で廃止された石見交通都賀線の代替として、粕渕都賀線運行開始。

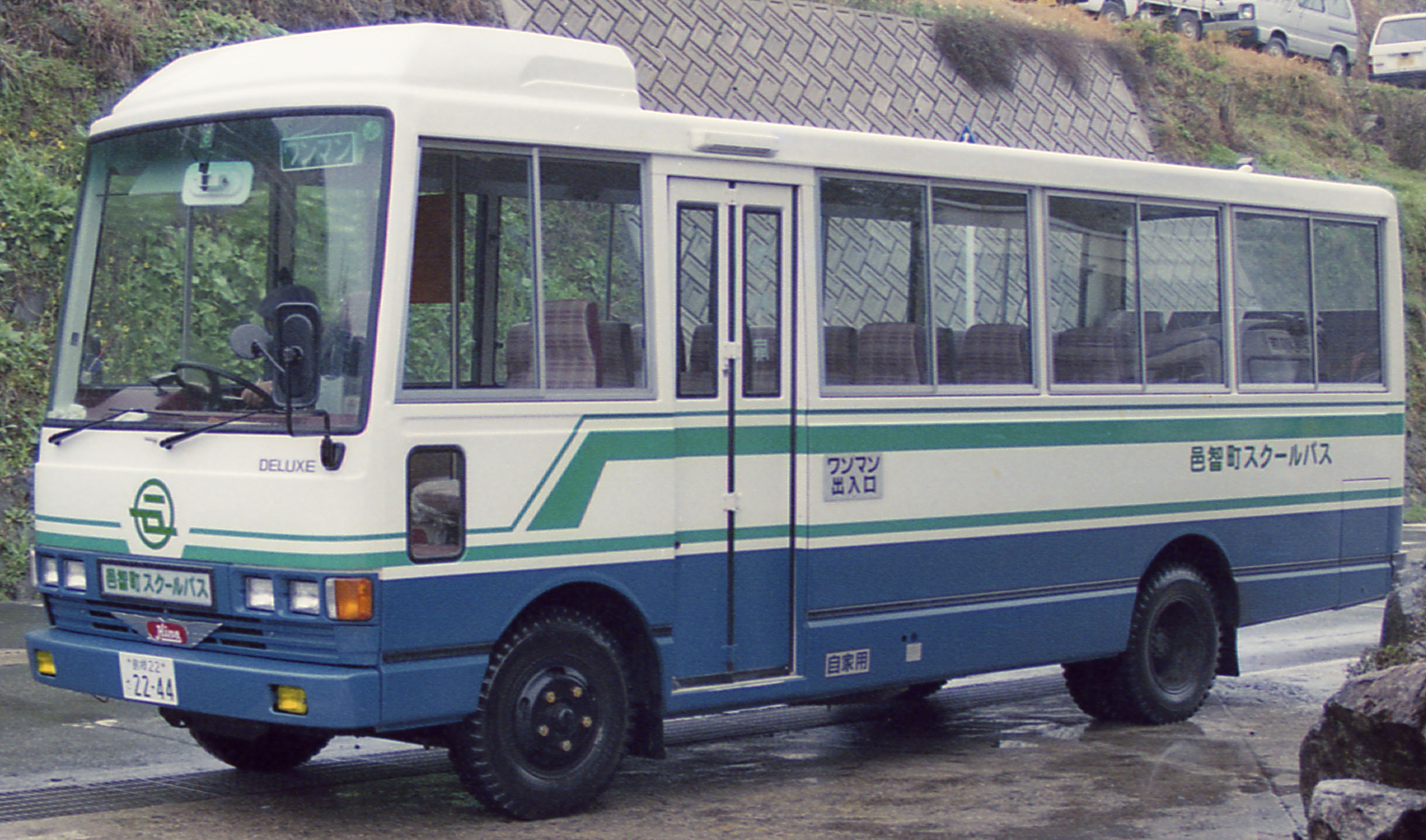
邑智町スクールバス当時の車両（1990年）
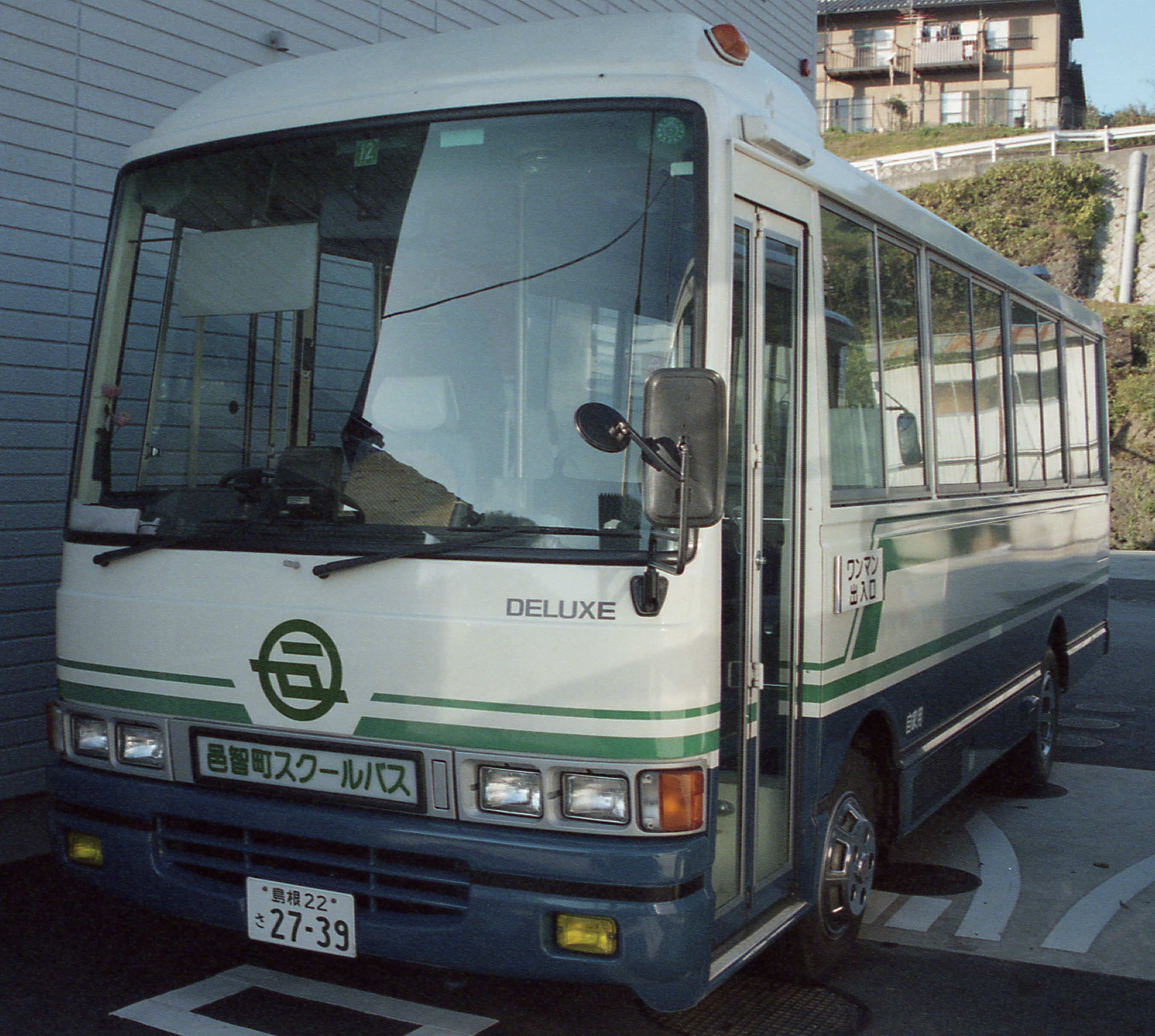
邑智町スクールバス当時の車両（1997年）
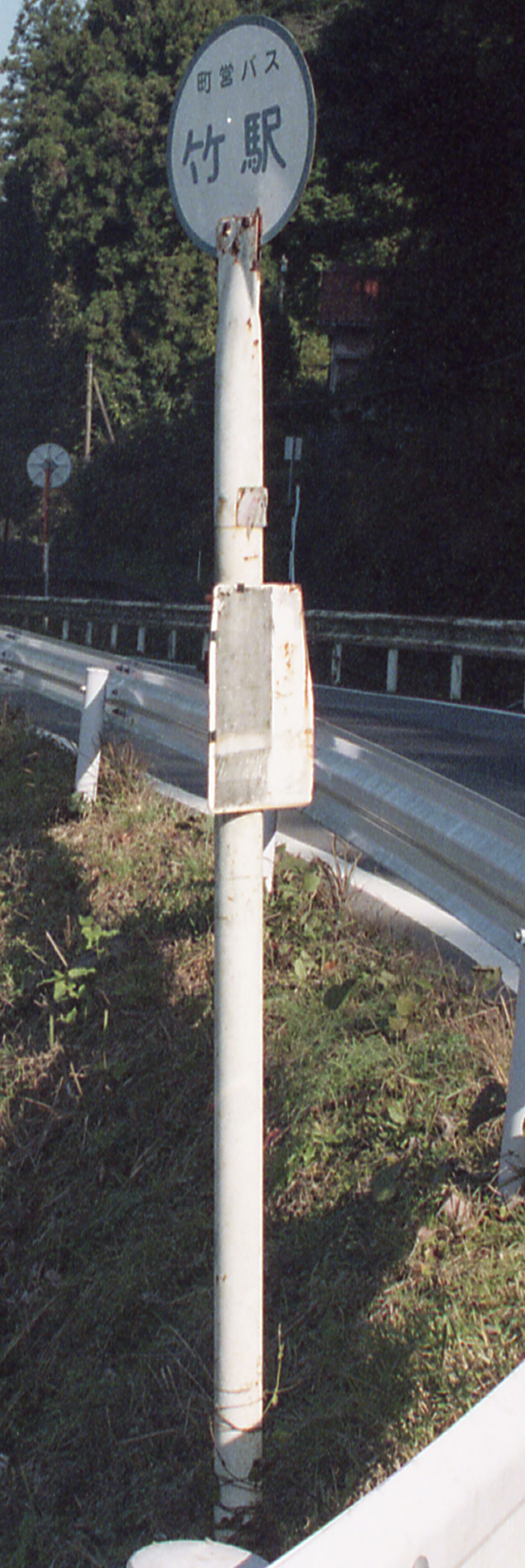
邑智町スクールバス当時の竹駅バス停（1997年）
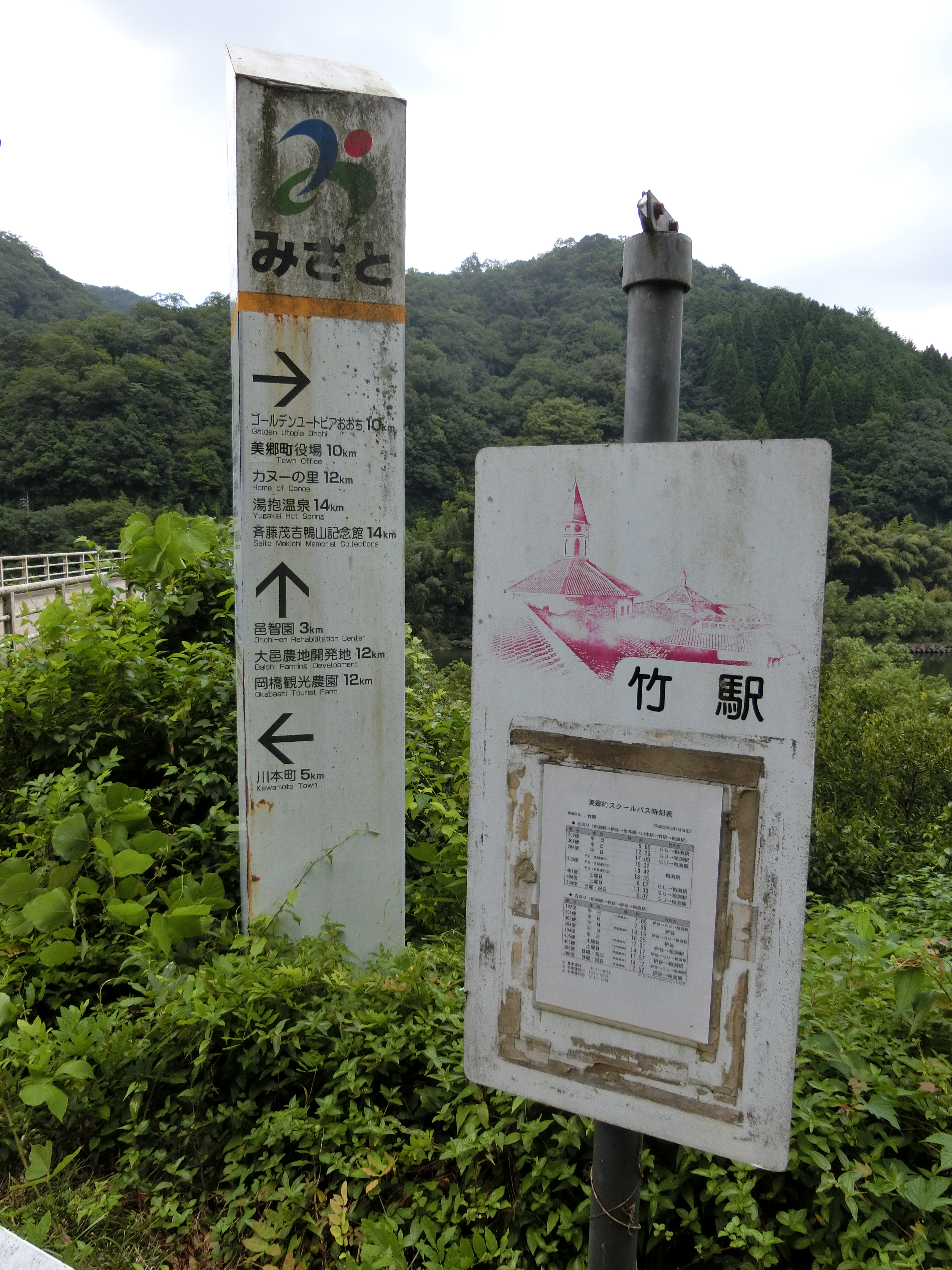
美郷町スクールバスの竹駅バス停（2017年）

## 路線
以下2路線がある。　※（）内は不経由便あり、A／BはAかBの選択経由。
邑智循環線
- 粕渕（ - ゴールデンユートピアおおち） - 志君中 - 惣森／小林中 - 小貝谷入口 - 枦谷 - 京覧原（ - 川本駅） - 竹駅 - 簗瀬駅前（ - ゴールデンユートピアおおち） - 粕渕
  - 12月30日～1月2日は運休。循環路線となっており、両周り運行されている。旧・国鉄バス君谷線の代替路線。

粕渕都賀線
- ゴールデンユートピアおおち - 粕渕駅前 - 浜原ダム - 下潮 - 潮温泉入口 - 都賀行交流センター前 - 大和中学校前 - 都賀本郷 - 大和小学校前
  - 土曜・日曜・祝祭日・12月30日～1月4日は運休（臨時便は土曜・日曜・祝祭日に走ることがある）。一部便は下潮 - 大和小学校前の区間のみ運行。